# مایک اموت
مایک اموت (انگلیسی: Mike Aamodt؛ زاده ۱ سپتامبر ۱۹۵۷) یک روان‌شناس اهل آمریکا است.